# Eduard Habsburg-Lothringen
Eduard Karl Habsburg-Lothringen (* 12. Januar 1967 in München; voller Name: Eduard Karl Joseph Michael Marcus Antonius Koloman Volkhold Maria Habsburg-Lothringen) ist ein deutsch-ungarischer katholischer Autor und Medienschaffender. Seit 2015 ist er Botschafter Ungarns beim Heiligen Stuhl sowie beim Souveränen Malteserorden.

## Familie
Eduard Habsburg-Lothringen ist der Sohn aus der Ehe von Michael Habsburg-Lothringen (* 1942) und Christiana geb. Prinzessin zu Löwenstein-Wertheim-Rosenberg (* 1940). Sein Großvater väterlicherseits war Erzherzog Josef Franz von Habsburg-Lothringen (1895–1957), ein Sohn des Erzherzogs Joseph August (1872–1962) und der Prinzessin Auguste Maria Luise von Bayern (1875–1964). Augusta von Bayern war eine Tochter von Erzherzogin Gisela, der Tochter des Kaiserpaars Franz Joseph I. und Elisabeth. Eduard Habsburg-Lothringen ist somit ein Urururenkel von Franz Joseph und Elisabeth (Sisi).
Er ist seit 1995 verheiratet mit Marie Therese Gudenus; aus der Ehe stammen sechs Kinder.

## Leben
Eduard Habsburg-Lothringen studierte an der KU Eichstätt und wurde 1999 mit einer Arbeit über „Das Ende des Neuthomismus“ magna cum laude promoviert. In den Folgejahren schrieb er Drehbücher für Filme wie Der Weihnachtshund (2004) und Zwei Weihnachtshunde (2005) sowie SOKO Donau (ab 2005). Er verfasste gemeinsam mit Regisseur Thomas Imbach das englischsprachige Drehbuch für den Kinofilm Mary Queen of Scots (2013). Mit der Veröffentlichung seiner Doktorarbeit wartete er nach eigenen Angaben auf Bitten des Dominikaner-Ordens bis 2006, weil sie „sehr delikate Prozesse“ innerhalb der Theologischen Fakultät der Universität Freiburg (Schweiz) aus den 1960er bis 1980er Jahren „zum Teil recht detailliert“ behandelt. Zu seiner Dissertation hielt er im April 2006 an der Hochschule Gaming ein Blockseminar auf Englisch (“Rise and Fall of Thomism in the 20th century”). 2007 hielt er am Istituto di Filosofia Applicata der Facoltà di Teologia in Lugano (Schweiz) ein Blockseminar über Comics, Zeichentrick und Philosophie.
Im Frühjahr 2008 erschien sein erster Roman Die Reise mit Nella und in der Folge mehrere Romane und Sachbücher. Im Jahr 2008 übersetzte Habsburg zudem das christliche Kinderbuch Was eine Messe wiegt von Josephine Nobisso ins Deutsche. Von 2009 bis 2014 war er Medienreferent von Bischof Klaus Küng in der Diözese St. Pölten. Im Jahre 2014 war die Dokumentationsserie Wo Grafen schlafen auf Servus TV zu sehen, die auf seinem Buch beruht und in welcher er mit der Schauspielerin Jessica Schwarz durch insgesamt 14 verschiedene Schlösser in Deutschland und Österreich führt. Im November 2014 startete er mit Alexander Waschkau den Podcast Glaubenssache. Atheismus und Katholizismus im Diskurs.
2015 erfolgte die Aufnahme in die Bruderschaft von Santa Maria dell’Anima („Animabruderschaft“) in Rom. Seit November 2016 ist Eduard Habsburg-Lothringen Ritter des Orden vom Goldenen Vlies.

### Ungarischer Botschafter beim Heiligen Stuhl und beim Souveränen Malteserorden
2015 wurde Eduard Habsburg-Lothringen zum ungarischen Botschafter beim Heiligen Stuhl ernannt. Am 7. Dezember 2015 erhielt er von Papst Franziskus das offizielle Beglaubigungsschreiben.
Er ist zudem Botschafter Ungarns beim Souveränen Malteserorden in Rom.
Eduard Habsburg-Lothringen ist als Sohn des in Ungarn geborenen Michael Habsburg ebenso wie sein Vater auch ungarischer Staatsbürger.

### Eduard Habsburg-Lothringen in der Literatur
Im Roman Der Jonas-Komplex von Thomas Glavinic wird Eduard Habsburg-Lothringen mehrmals erwähnt. Auf dem Handy des Erzählers ist er unter dem Namen Kaiser Franz Josef gespeichert.

## Werke
- Das Ende des Neuthomismus – die 68er, das Konzil und die Dominikaner. Nova et Vetera, Bonn 2007, ISBN 3-936741-43-3.
- Luyten, Norbertus (gemeinsam mit Jörgen Vijgen). In: Thomistenlexikon, Hrsg. V. David Berger und Jörgen Vijgen, Nova et vetera, Bonn 2006, S. 399–402.
- Wyser, Paul (gemeinsam mit David Berger) In: Thomistenlexikon, Hrsg. V. David Berger und Jörgen Vijgen, Nova et vetera, Bonn 2006, S. 725–728.
- Der „Fürst der Neuplatoniker“ – Gallus M. Manser und Plotin. In: Doctor Angelicus. Annuarium Thomisticum Internationale, Vol. VI, 2006, S. 7–23.
- Grafenegg – Das Schloss (Schlossführer). Mai 2007.
- Die Reise mit Nella. Thiele und Brandstätter, München/Wien 2008, ISBN 978-3-85179-016-0.
- Der Schlosspark Grafenegg (Parkführer). Tulln, Mai 2008.
- James Bond in 60 Minuten. Thiele, München/Wien 2008 (unter Pseudonym Jonathan Byron).
- Harry Potter in 60 Minuten. Thiele, München/Wien 2008 (unter Pseudonym Jonathan Byron).
- Wo Grafen schlafen. Was ist wo im Schloß und warum? C. H. Beck, 2011.
- Renaissanceschloss Schallaburg (Schlossführer). Schallaburg/Melk 2011.
- Lena in Waldersbach. Eine Erzählung. C. H. Beck 2013. 124 S. ISBN 978-3-406-64494-8
- Dubbie - the Double Headed Eagle. Full Quiver Publishing, Ontario, 2020